# Piaseczno (gmina Banie)
Piaseczno (dawniej: niem. Neuendorf) – wieś w Polsce, położona w województwie zachodniopomorskim, w powiecie gryfińskim, w gminie Banie, przy drodze wojewódzkiej nr 121 łączącej Gryfino i Myślibórz.
W 2003 r. wieś miała 375 mieszkańców.
W latach 1975–1998 miejscowość należała administracyjnie do województwa szczecińskiego.

## Historia
Duża wieś kolonizacyjna z czasów templariuszy o czytelnym średniowiecznym układzie owalnicowym, (obecnie ulicowym). Położona w odległości 6 km na południe od Bań. Pierwsze zapisy o wsi pochodzą z 1281 r., jednak osada była założona wcześniej o czym świadczy istnienie kościoła z pierwszej połowy XIII w. 
W roku 1303 wspomina się Heidenreicha (sołtysa, niemiecko wtedy już brzmiącego Niendorp) jako świadka czynności templariuszy dotyczącej Lubanowa. W kolejnych źródłach miejscowość wymienia się pod nazwami: 1370 Nigendorp, 1459 Niendorf, 1487 Neuendorf, 1571 Nigendorf, do 1945 Neuendorf (w znaczeniu Nowa Wieś). 
Początkowo wieś należała do bańskich templariuszy, po kasacie zakony weszła w skład domeny swobnickich joannitów. Od 1680 roku we władaniu margrabiów ze Schwedt/Oder.
Według danych z XIX w. istniały we wsi duże gospodarstwa chłopskie, gospodarstwo kościelne, kuźnia, karczma, szkoła i wiatrak. Podczas ostatniej wojny znajdował się we wsi obóz jeniecki. Po wojnie nazwę Nowa Wieś zmieniono na Piaseczno, nawiązując do pobliskiego jeziora Piasecznik.
Do dziś zachowały się murowane budynki mieszkalne i gospodarcze końca XIX i początku XX w. z bogatymi detalami architektonicznymi, XIII-wieczny granitowy kościół przebudowany w XIX w., z przyległym cmentarzem, otoczony kamiennym murem częściowo przymurowanym cegłą. Przy bramce południowej znajduje się pomnik poświęcony mieszkańcom wsi, którzy zginęli w czasie I wojny światowej. Plac kościelny pełnił niegdyś funkcję cmentarza. Nowy cmentarz wyznania ewangelickiego był zlokalizowany w południowo-zachodniej części wsi przy drodze do Swobnicy. Do czasów obecnych pozostała po nim jedynie aleja lipowa.

## Zabytki
- Kościół Matki Bożej Królowej Różańca Świętego w Piasecznie – Architektura kościoła wskazuje, iż powstał on jeszcze przed rokiem 1250. Usytuowana w centrum wsi budowla, reprezentuje przykład orientowanej, salowej świątyni, rozplanowanej na rzucie prostokąta z wyodrębnionym prezbiterium, zakończonym półokrągłą apsydą. Od zachodu wieża tej samej szerokości co nawa. Wszystkie ściany wykonane są z dokładnie obrobionych kwadratów granitowych o zbliżonej wielkości i regularnym wątku. Kościół obiega ukośnie fazowany cokół, który nie zachodzi jednak na ościeża portali[6]. W 1851 roku część chórową poszerzono do szerokości nawy, przemurowano szczyt wschodni i nieco powiększono pierwotny wykrój okien[7]. Na wieży kościoła znajduje się dzwon z 1620 roku wykonany przez stargardzkiego ludwisarza Joahima Karstede[8]. Świątynię poświęcono i przywrócono do kultu w 1946 roku jako kościół filialny pw. Matki Bożej Królowej Różańca Świętego. Obiekt zabytkowy wpisany do Rejestru zabytków pod nr rej. 144 z 31.07.1956 r.[9]